# Racovița, Sibiu
Racovita là một xã thuộc hạt Sibiu, România. Dân số thời điểm năm 2002 là 2884 người.